# Boudicca

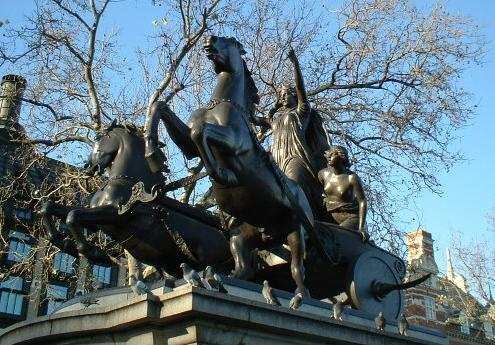
Staty av Boudicca i London.

Boudicca (även stavat Boudica, tidigare oftast Boadicea), död år 60 eller 61 e.Kr., troligen genom självmord, var drottning över det keltiska folkslaget icenerna i nuvarande Norfolk i östra Britannien och ledde ett uppror där flera keltiska stammar förenade sig mot den romerska ockupationsmakten. Uppgifter om detta uppror finns bevarade i verk av de antika författarna Tacitus och Cassius Dio. Dessa verk återupptäcktes under renässansen, men det var under den viktorianska perioden som paralleller drogs mellan Viktoria av Storbritannien och Boudicca. Det var även då hon fick status som nationalhjälte.

## Boudiccas namn
Fram till slutet av 1900-talet omtalades Boudicca som Boadicea vilket troligen härrörde från ett skrivfel när en skrift av Tacitus kopierades under medeltiden. Namnet förekommer i många former. Hos Tacitus finns varianterna Boadicea och Boudicea. I Dios skrifter förekommer varianterna Βουδουικα, Βουνδουικα, och Βοδουικα. Nästan säkert var namnet ursprungligen Boudica eller Boudicca, vilket är det protokeltiska feminina adjektivet *boudīka (segerrik), vilket kommer av det keltiska ordet *bouda (seger) iriska bua, klassisk iriska buadh, walesiska buddug. Namnet finns belagt i inskriptioner; "Boudica" i Lusitania, "Boudiga" i Bordeaux och "Bodicca" i Britannien.
Baserat på senare utveckling av walesiska och irländska anser Kenneth Jackson att den korrekta stavningen på bretonska är Boudica [bɒʊˈdiːkaː] Den närmaste motsvarigheten till den första vokalen är som "ow" i engelskans bow. På modern engelska uttalas namnet [buːˈdɪkə].

## Bakgrund och familj
Såväl Tacitus som Dio anser att Boudicca var av kunglig börd. Dio menar att hon var "intelligentare än de flesta kvinnor", att hon var lång, hade långt rött hår som räckte ned till höfterna, sträv röst och genomträngande blick. Hon brukade bära ett stort gyllene halsband (kanske en torques), en mångfärgad tunika och en tjock mantel sammanhållen av ett spänne.
Boudicca var gift med den icenske kungen Prasutagus och hade två döttrar med honom.

## Drottning, upprorsledare och härförare

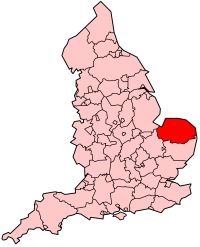
Det nutida grevskapet Norfolk, i grova drag sammanfallande med icenernas domäner

### Allians med Rom
Icenerna bebodde ett område som i grova drag motsvarar det nutida grevskapet Norfolk. Inledningsvis var deras land inte en del av det romerska väldet, utan de hade frivilligt allierat sig med Rom efter Claudius erövring av Britannien år 43. De var stolta över sin självständighet och hade gjort uppror år 47 när den dåvarande guvernören, Publius Ostorius Scapula, hade hotat att avväpna dem. Prasutagus levde ett långt liv i påtagligt hög välmåga och i syfte att bevara kungamakten inom familjen, gjorde han den romerske kejsaren till arvtagare tillsammans med sin hustru och sina två döttrar.
Det var normalt att Rom beviljade allierade riken självständighet endast under den allierade härskarens livstid och den allierade härskaren gick i sin tur med på att avträda riket till Rom vid sin död. Exempelvis inkorporerades Bithynia och Galatia av Rom på det sättet. Romersk lag tillät också bara arv på manssidan.

### Roms annektering av det icenska kungadömet
När Prasutagus dog ignorerades hans vilja av Rom och istället för att styras av Boudicca och deras döttrar anslöts det icenska kungadömet till Rom som om det hade erövrats i krig. Land och egendomar konfiskerades och högättade personer behandlades som slavar. Enligt Tacitus blev Boudicca piskad och hennes döttrar våldtagna. Dio Cassius skrev att romerska investerare och finansiärer, bland dem Seneca d.y. återkrävde sina lån. Tacitus nämner inte detta, men kritiserar den romerske prokuratorn Catus Decianus. Det förefaller som om Prasutagus levt på lånade pengar och vid hans död blir hans undersåtar återbetalningsskyldiga.

### Upproret inleds
År 60 eller 61 ledde den dåvarande guvernören Gaius Suetonius Paulinus en kampanj mot ön Mona (nuvarande Anglesey) i norra Wales som var ett fäste för upproriska stammar och druider. Icenerna utnyttjade detta tillfälle för att tillsammans med trinovanterna och andra stammar inleda sitt uppror. Boudicca valdes till ledare för upproret. Enligt Tacitus lät de sig inspireras av Arminius, Cherusciernas prins som fördrivit romarna från Germanien år 9, och de kelter som fördrivit Julius Caesar från Britannien. Dio skriver att Boudicca använde sig av spådom; hon kallade på segergudinnan Andraste och släppte lös en hare för att se vilken riktning den skulle välja. Det kan också ha varit av betydelse att Boudiccas eget namn betydde just "seger".

### Attacken mot Camulodunum och legio IX Hispana
De upproriskas första mål var Camulodunum (Colchester), trinovanternas tidigare huvudstad som blivit en koloni där romerska veteraner bosatt sig. De romerska veteranerna hade behandlat lokalbefolkningen illa och det tempel som den tidigare kejsaren på lokalbefolkningens bekostnad låtit uppföra till sin egen ära gjorde staden till ett lämpligt mål. De romerska invånarna i Camulodunum begärde förstärkningar från prokuratorna Catus Decianus, men han sände endast 200 auxilia. Boudiccas trupper intog den dåligt försvarade staden och förstörde den. De sista försvararna drog sig tillbaka till templet som belägrades i två dagar innan det föll. Arkeologiska undersökningar har visat att staden blev grundligt och metodiskt förstörd. 
Den dåvarande befälhavaren över Legio IX Hispana, Quintus Petillius Cerialis (senare guvernör) försökte undsätta staden, men den del av den nionde legionen som deltog blev fullständigt förintad, endast befälhavaren och några ur de beridna trupperna undkom. Catus Decianus flydde till Gallien.

### Attackerna mot Londinium, Verulamium och St Albans
När nyheten om upproret nådde Suetonius tog han sig via Watling Street genom fientligt territorium till Londinium (London). Londinium var en relativt ny stad, grundad efter erövringen år 43, men den hade snabbt blivit en betydande handelsplats vars befolkning bestod av resande, handlare och troligen även romerska ämbetsinnehavare. Suetonius övervägde möjligheterna att ta den kommande striden i Londinium, men han var i numerärt underläge och med Petillius förlust i färskt minne valde han att offra staden i syfte att försöka rädda provinsen. Legionerna lämnade Londinium till Boudiccas här som brände staden och avrättade dess invånare. Arkeologiska undersökningar visar att det innanför den dåvarande romerska stadens gränser finns ett tjockt rött brandlager ovanför lager som innehåller mynt och keramik som daterar sig till perioden innan år 60.
Sammanlagt ska mellan 70 000 och 80 000 personer ha dött när de tre städerna förstörts. Tacitus skriver att britterna inte var intresserade av att ta eller sälja fångar, bara av att slå ihjäl dem. Dio har fler detaljer; de mest högättade kvinnorna ska i samband med offerceremonier pålats, fått sina bröst avskurna och fastsydda vid sina läppar {exakt ordalydelse bör kontrolleras med originalkällan} . Detta ska ha skett på heliga platser, särskilt sänkor helgade till Andraste.

### Slaget vid Paulerspury / Watling Street
Suetonius omgrupperade med Legio XIV Gemina, några vexillationes (avdelningar) ur Legio XX Valeria Victrix och all tillgänglig auxilia (hjälptrupper). Praefectus castrorum för Legio II Augusta, Poenius Postumus ignorerade Suetonius begäran om understöd, men trots det kunde Suetonius mönstra nästan tio tusen soldater. Han förskansade sig på en numera okänd plats, troligen någonstans längs den romerska vägen Watling Street i West Midlands, i en ravin med skogen i ryggen.
Enligt Dio ska den anfallande styrkan nu ha räknat 230 000 kämpar, men denna uppgift är ifrågasatt, dels eftersom den endast är känd från en sen avskrift, dels eftersom antika författare gärna överdrev fiendens antal. Enligt Tacitus rörde det sig om 100 000 kelter.
Boudicca kommenderade sina trupper från sin vagn med sina döttrar vid sin sida. Tacitus låter henne hålla ett kort tal där hon beskriver sig själv inte som en ädling som berövats sitt välstånd utan som en vanlig människa som vill hämnas sin berövade frihet, sin misshandlade kropp och sina döttrars heder. Deras sak var rättvis, gudarna var på deras sida och den enda legion som vågat ta strid hade förintats. Hon, en kvinna, hade beslutat sig för att endera vinna eller dö. Om männen ville leva i slaveri var det deras eget val.
Förutsättningarna för striden var ojämna; den fördel den keltiska hären hade av sitt överlägsna antal begränsades kraftigt av Suetonius val av en trång ravin som slagfält. Britterna var också ovana vid strid på öppna fält och hade bristande erfarenhet av att föra befäl över så stora styrkor. Romarna hade en stark fördel av bättre utrustning och bättre disciplin.     
Inledningsvis gick kelterna till frontalangrepp, vilket utan begränsningar av en dalgång fungerat utmärkt. Romarna stod tätt packade i en 800 meter lång och flera led djup sköldmur. De höll sina positioner och kastade sina pila (spjut) mot de anstormande kelterna. När de fick slut på spjut gick de i närstrid med kelternas andra anfallsvåg. Romarnas svärd var korta och lätta att sticka med, medan de keltiska svärden var längre och avsedda för mer platskrävande kraftiga hugg, något som i detta läge skulle visa sig föga effektivt. Romarnas kraftiga rustningar och stora sköldar skyddade dem och om någon enstaka legionär dog så var det bara för legionären bakom att fylla igen luckan. När romarna längs hela fronten avancerade i svinfylkingar försökte britterna fly, men hindrades av den ring av vagnar med civilister eller stödtrupper som i syfte att vara den sista försvarslinjen upprättats bakom de stridande linjerna.

### Konsekvenser
Tacitus skriver att nästan 80 000 kelter dog (inklusive civila/stödtrupper), jämfört med bara 400 romare och att Boudicca tog sitt liv med hjälp av gift. Enligt Dio ska hon istället ha dött av sjukdom och fått en storslagen begravning.
När Postumus fick höra om den romerska segern tog han sitt liv genom att kasta sig på sitt svärd. Catus Decianus som flytt till Gallien ersattes av Gaius Julius Alpinus Classicianus. Suetonius ledde straffexpeditioner mot de upproriska stammarna, men kritik från Classicianus ledde till att Neros frigivne slav Polyclitus genomförde en utredning som visade att det fanns risk för att Suetonius metoder kunde provocera fram ytterligare uppror. Suetonius skildes därför från sitt ämbete och ersattes av Publius Petronius Turpilianus.
Historikern Gaius Suetonius Tranquillus berättar att händelserna nästan övertygade Nero om att det var dags att överge Britannien.

## Legender
Det finns många muntligt traderade legender om Boudicca. 
En legend som är tidigast belagd från 1800-talets mitt berättar att Boudiccas vålnad kan ses i Lincolnshire. Hon sägs köra sin stridsvagn och många trafikanter uppges ha sett henne. Det är oklart hur länge detta har pågått. Vissa påstår att drottningen spökat allt sedan sin död, andra menar att spökerierna dök upp samtidigt som 1800-talets nymornade intresse för Boudicca.
Enligt en annan legend ska Boudicca vara begravd under plattform 8, 9, eller 10 på King's Cross järnvägsstation i  London. Denna uppfattning härrör från byn Battle Bridge som tidigare låg där stationen idag ligger. Battle Bridge ansågs ha fått sitt namn från den strid som Boudicca förlorade. Detta betraktas idag dock som en skröna som härrör från Lewis Spences bok Boadicea - Warrior Queen of the Britons (1937) där det nämns, men inte källbeläggs. Den nuvarande uppfattningen om namnet Battle Bridge är att det är en förvrängning av Broad Ford Bridge. Andra platser där traditionen velat placera Boudiccas grav är Parliament Hill, Hampstead och i Suffolk.

## Boudicca i nutida fiktion

### Film och TV
- Boadicea,1928, film med Phyllis Nielson-Terry i huvudrollen.[16]
- Boudica/Warrior Queen, 2003, brittisk med Alex Kingston i huvudrollen.[17]
- Warrior Queen, 1978, brittisk TV-serie med Siân Phillips i huvudrollen.
- Horrible Histories: The Movie - Rotten Romans[18], 2019, film med Kate Nash som Boudicca.

### Datorspel
- Civilization V: Gods & Kings, där Boudicca framstår som ledaren av den keltiska civilisationen.

- - Assassin's creed: Valhalla, där Boudiccas själ lever vidare i en krypta där hon berättar om sin livshistoria.

### Skönlitteratur
Boudiccas liv har inspirerat ett flertal skönlitterära författare, bland dem:
- Rosemary Sutcliff
- Simon Scarrow
- Pauline Gedge
- Manda Scott
- Alan Gold
- Diana L. Paxson
- David Wishart
- J. F. Broxholme (pseudonym för Duncan Kyle).
- Kim Kimselius

Boudicca har också förekommit i ett flertal serier, bland annat Sláine, Witchblade och From Hell.  
I den alternativhistoriska romanen Ruled Britannia av Harry Turtledove, är Boudicca huvudperson i en fiktiv pjäs av William Shakespeare, en pjäs som syftar till att uppmuntra britterna att göra uppror mot de spanska erövrarna.

### Musik
Boudicca har också inspirerat ett flertal kompositörer och musiker, bland dem:
- Henry Purcell, 1695, "Bonduca, or the British Heroine" (Z. 574).
- Enya Boadicea
- Petra Berger
- Steve McDonald
- Bal-Sagoth
- Faith and the Muse
- Dreams in the Witching House.